# Acalypha benguelensis
Acalypha benguelensis é uma espécie de flor do gênero Acalypha, pertencente à família Euphorbiaceae.